# روبرتو بوالنیوس (بازیکن فوتبال)
روبرتو بوالنیوس (انگلیسی: Roberto Bolaños؛ زادهٔ ۱۸ ژانویهٔ ۱۹۹۵) بازیکن فوتبال اهل اسپانیا است.
از باشگاه‌هایی که در آن بازی کرده‌است می‌توان به باشگاه ورزشی تنریف اشاره کرد.